# The Bear
The Bear es  una película biográfica de 1984 protagonizada por Gary Busey y Jon-Erik Hexum. La película fue escrita  por Michael Kane, dirigida  por Richard C. Sarafian,  y producida por James A. Hearn y Larry G. Spangler.

## Argumento
Narra la trayectoria de un estudiante norteamericano que forma parte de las filas del equipo de fútbol de The Bear.

## Reparto
- Gary Busey es Paul W. "Bear" Bryant
- Jon-Erik Hexum es Pat Trammell.
- Scott Campbell es Dennis Goehring.
- Robert Craighead es Jack Pardee.
- Buddy Farmer es Herman Ball.
- Charles Gabrielson es Steve Meilinger.
- Ivan Green es Mr. Gallagher
- Steve Greenstein es Joe Namath.
- Cary Guffey es Grandson Marc Tyson.
- Cynthia Leake es Mary Harmon Bryant.
- D'Urville Martin es Billy.
- Michael McGrady es Gene Stallings.
- Muriel Moore es Sra. Vernon
- Owen E. Orr es Ermal Allen.
- Michael Prokopuk es Bob Lockett.
- Brett Rice es Don Hutson.
- Damon Sarafian es Don Watson.
- Tod Spangler es Bobby Keith.
- Harry Dean Stanton es Entrenador Frank Thomas.
- Carmen Thomas es Mae Martin Bryant Tyson.
- William Wesley Neighbors, Jr. es Billy Neighbors